# А-Ларача
А-Ларача (гал. A Laracha, ісп. Laracha) — муніципалітет в Іспанії, у складі автономної спільноти Галісія, у провінції Ла-Корунья. Населення — 11 171 осіб (2009).
Муніципалітет розташований на відстані близько 513 км на північний захід від Мадрида, 20 км на південний захід від Ла-Коруньї.
Муніципалітет складається з таких паррокій: Кабовіланьйо, Кайон, Койро, Ербоедо, Гольмар, Лемайо, Лендо, Лестон, Монтемайор, Соандрес, Соутульйо, Торас, Віланьйо.

## Демографія
Динаміка населення (INE ):

## Галерея зображень

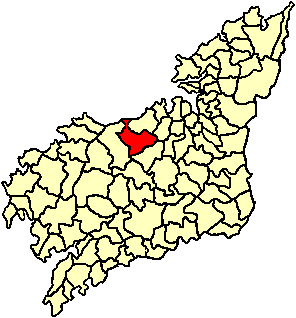
Розташування муніципалітету